# Mourdéni
Mourdéni est une commune rurale située dans le département de Fada N'Gourma de la province du Gourma dans la région de l'Est au Burkina Faso.

## Géographie
Mourdéni est situé à 47 km à l'Est de Fada N'Gourma, chef-lieu du département, de la province et capitale de la région, et à 2 km au Nord de Tanwalbougou et de la route nationale 4.

## Santé et éducation
Le centre de soins le plus proche de Mourdéni est le centre de santé et de promotion sociale (CSPS) de Tanwalbougou.